# Mafdal – HaTzionut HaDatit
Die Mafdal – HaTzionut HaDatit (hebräisch מפד״ל – הַצִּיּוֹנוּת הַדָּתִית MafDaL – haZijjōnūt haDatīt, deutsch ‚MafDaL – der religiöse Zionismus‘, dabei ist MafDaL seinerseits das Akronym für hebräisch מִפְלָגָה דָּתִית לְאֻמִּית Miflagah Datit Ləʾummīt, deutsch ‚Religiöse Nationale Partei‘, der Parteiname lautet im Ganzen ausgeschrieben Miflagah Datit Ləʾummīt – haZijjonut haDatit, deutsch Religiöse Nationale Partei – Religiöser Zionismus) ist eine weit rechts stehende religiös-zionistische politische Partei in Israel. Die Partei wurde im August 2023 gegründet, als die beiden Parteien HaZijjonut haDatit (der Religiöse Zionismus) und HaBajit haJehudi (Jüdisches Heim/Haus) vereinbarten, zu fusionieren. Es wird erwartet, dass die Fusion der ehemaligen Religiös-Zionistischen Partei einen Einfluss auf kommunaler Ebene verschafft, während das Jüdische Heim etwas Macht erlangen kann, nachdem sie bei der Parlamentswahl in Israel 2022 keine Sitze gewonnen hatte.

## Geschichte
Bezalel Smotrich besiegte Uri Ariel bei der Tquma-Führungswahl im Januar 2019.
Nach schwierigen Verhandlungen erzielten Tquma, Jüdisches Heim und ʿOtzma Jehudit eine Vereinbarung, bei der Wahl im April 2019 als die Union der rechten Parteien anzutreten (wobei sie fünf Sitze in der Knesset gewannen). Im Juni 2019 warf ʿOtzma Jehudit dem Jüdischen Heim vor, das Wahlabkommen nicht einzuhalten, und verließ das Bündnis. Die HaJamin HeChadasch (gegründet von Naftali Bennett und Ajelet Schaked nach Abspaltung des Jüdischen Heims im Dezember 2018) hatte bei der Wahl im April 2019 die Sperrklausel nicht überschritten. Vor der israelischen Parlamentswahl im September 2019 verbündeten sich Jüdisches Heim und Tquma (die als Vereinigte Rechte antraten) mit der HaJamin HeChadasch, und nannten ihre gemeinsame Liste Jamina. Obwohl ʿOtzma Jehudit und Jüdisches Heim sich zunächst einigten, bei der Vorbereitung auf die israelische Parlamentswahl 2020 auf einer gemeinsamen Liste namens Vereinigtes Jüdisches Heim anzutreten, wurde Jamina neu formiert, wobei ʿOtzma Jehudit erneut ausgeschlossen wurde.
Smotrich benannte seine Partei am 7. Januar 2021 von Nationalunion-Tquma in HaZijjonut haDatit (Religiöser Zionismus, RZ) um. Im folgenden Monat bildeten RZ, ʿOtzma Jehudit und Noʿam ein Wahlbündnis, wobei alle drei Parteien auf einer gemeinsamen Liste bei der Wahl 2021 sechs Sitze gewannen. Bei der Wahl 2022 traten die drei Parteien erneut zusammen an, wobei der RZ sieben Sitze, ʿOtzma Jehudit sechs Sitze und Noam einen Sitz gewann.
Chagit Moshe wurde am 19. Januar 2021 vom Zentralkomitee der Partei zur Vorsitzenden des Jüdischen Heims gewählt und ersetzte damit den ehemaligen Vorsitzenden Rafi Peretz. Nach gescheiterten Verhandlungen mit der RZP für die Wahl 2021 kündigte Moshe an, dass die Partei nicht an der Wahl teilnehmen würde, unterstützte stattdessen Jamina und erlaubte ihnen, das traditionelle Symbol „ב“ von Mafdal und HaBajit haJehudi (das Jüdische Heim) zu verwenden. Schaked beendete das kurze Bündnis, das sie mit Joʿaz Hendel (genannt Zionistischer Geist) vor der Wahl 2022 hatte, angeblich wegen Hendels Weigerung, zusammen mit Benjamin Netanjahu in der Regierung zu dienen, und führte stattdessen die Jamina-Liste an, die bei der Wahl 2022 unter dem Namen Jüdisches Heim antrat. Das Jüdische Heim überschritt die Sperrklausel nicht und war somit nicht in der Knesset vertreten.
Seit Mai 2023 gab es fortlaufende Gespräche zwischen Moshe und Smotrich über eine gemeinsame Kandidatur. Das Zentralkomitee von Die Jüdische Heimat stimmte am 20. August 2023 für die Auflösung der Partei.

## Positionen
Wie viele Anhänger des religiösen Zionismus betrachtet die Partei die Gründung des modernen jüdischen Staates Israel nach 2000 Jahren Diaspora als Teil eines göttlichen Plans und als ersten Schritt hin zu einer „messianischen Erlösung“. Die Partei fordert unter anderem die Bewahrung und die allumfassende Stärkung der „jüdisch-religiösen Identität Israels“ und den Ausbau der israelischen Siedlungen. Sie spricht sich unmissverständlich gegen die Gründung eines palästinensischen Staates aus. Sie tritt für „traditionelle Familienwerte“ ein, worunter das Ideal einer patriarchalen Kernfamilie mit möglichst vielen Kindern verstanden wird. Folgerichtig lehnt die Partei das Recht auf Abtreibung, die gleichgeschlechtliche Ehe und die mögliche Einführung der Zivilehe in Israel ab. Außerdem befürwortet die Partei die Ausweitung des Religionsunterrichts auch an staatlichen Schulen sowie die verstärkte Finanzierung religiöser Erziehung und des Studiums der Torah; sie ist kategorisch gegen eine Trennung von Staat und Religion in Israel.

## Wahlen
Moshe, die ehemalige Vorsitzende von Das Jüdische Heim, führte die Jerusalemer Liste der Partei vor den israelischen Kommunalwahlen 2024 an. Die Wahl sollte ursprünglich am 30. Oktober 2023 stattfinden, wurde jedoch am 23. Oktober von der Knesset auf den 30. Januar 2024 verschoben, als Folge des Israel-Hamas-Krieges 2023. Am 31. Dezember wurde die Wahl erneut auf den 27. Februar verschoben. Die Partei gewann bei der Wahl zwei Sitze.